# Apache Derby
Apache Derby — реляционная СУБД, написанная на Java, предназначенная для встраивания в Java-приложения или обработки транзакций в реальном времени. Занимает 2 MB на диске. Распространяется на условиях лицензии Apache 2.0. Ранее известна как IBM Cloudscape. Oracle распространяет те же бинарные файлы под именем Java DB.

## Технологии Derby

### Встраиваемое ядро базы данных Derby
Основа технологии базы данных Derby — полнофункциональное встраиваемое ядро реляционной базы данных. JDBC и SQL — это доступные API для него. Поддерживается синтаксис SQL, аналогичный IBM DB2.

### Сетевой сервер Derby
Сетевой сервер Derby добавляет к возможностям ядра СУБД клиент-серверные возможности. Сетевой сервер позволяет клиентам подключаться через TCP/IP, используя стандартный протокол DRDA. Сервер сети предоставляет Derby сетевую поддержку JDBC, ODBC /CLI, Perl и PHP.

### Встроенный сетевой сервер
Встроенная база данных может быть также сконфигурирована для работы в качестве гибридной серверно-встраиваемой РСУБД; принимающей TCP/IP соединения от других клиентов в добавление к клиентам на той же JVM.

### Утилиты работы с БД
- ij — инструмент, позволяющий выполнять SQL-сценарии для любой базы данных JDBC.
- dblook — инструмент извлечения схемы базы данных Derby.
- SysInfo — утилита для отображения номера версии и пути к java-классу Derby.
- KAM Derby JDBC https://sites.google.com/site/jkamderby/

## История
Apache Derby зародилась в компании Cloudscape Inc., находящейся в Окленде, штат Калифорния. Разработку этой Java-СУБД начали в 1996 году Nat Wyatt и Howard Torf. Первый релиз, названный JBMS, был выпущен в 1997 году. Впоследствии продукт был переименован в Cloudscape DB, его релизы выходили примерно каждые полгода.
В 1999 году Informix Software, Inc. приобрела компанию Cloudscape, Inc. В 2001 году все разработки в области баз данных, принадлежащие Informix Software, в том числе и Cloudscape, отошли IBM. СУБД была переименована в IBM Cloudscape и продолжала выпускаться, будучи ориентированной в основном на встроенное использование с Java-продуктами IBM и промежуточным программным обеспечением.
В августе 2004 года IBM передала исходный код в Apache Software Foundation под именем Derby — инкубаторный проект, финансируемый проектом Apache DB. В июле 2005 года проект Derby вышел из инкубатора Apache и в настоящее время разрабатывается в качестве суб-проекта Apache DB верхнего уровня. Перед выходом Derby из инкубатора к проекту также присоединилась Sun с целью использования Derby как компонента своих продуктов и, начиная с релиза Java 6, в декабре 2006 года Sun начала поставлять Derby в составе JDK под именем Java DB.
В марте 2007 года IBM объявила, что отказывается от маркетинга и поддержки продукта Cloudscape, но будет продолжать вносить свой вклад в проект Apache Derby.

## Сравнение с другими встроенными SQL базами данных на Java
С точки зрения скорости выполнения, Derby не показала хороших результатов в сравнении с другими встраиваемыми SQL базами данных, такими как другая открытая и свободная база данных H2.
Дерби не поддерживает управление конкурентным доступом с помощью многоверсионности (MVCC) в отличие от своих основных конкурентов HyperSQL и H2.